# Narodziny Afrodyty (Tetmajer)

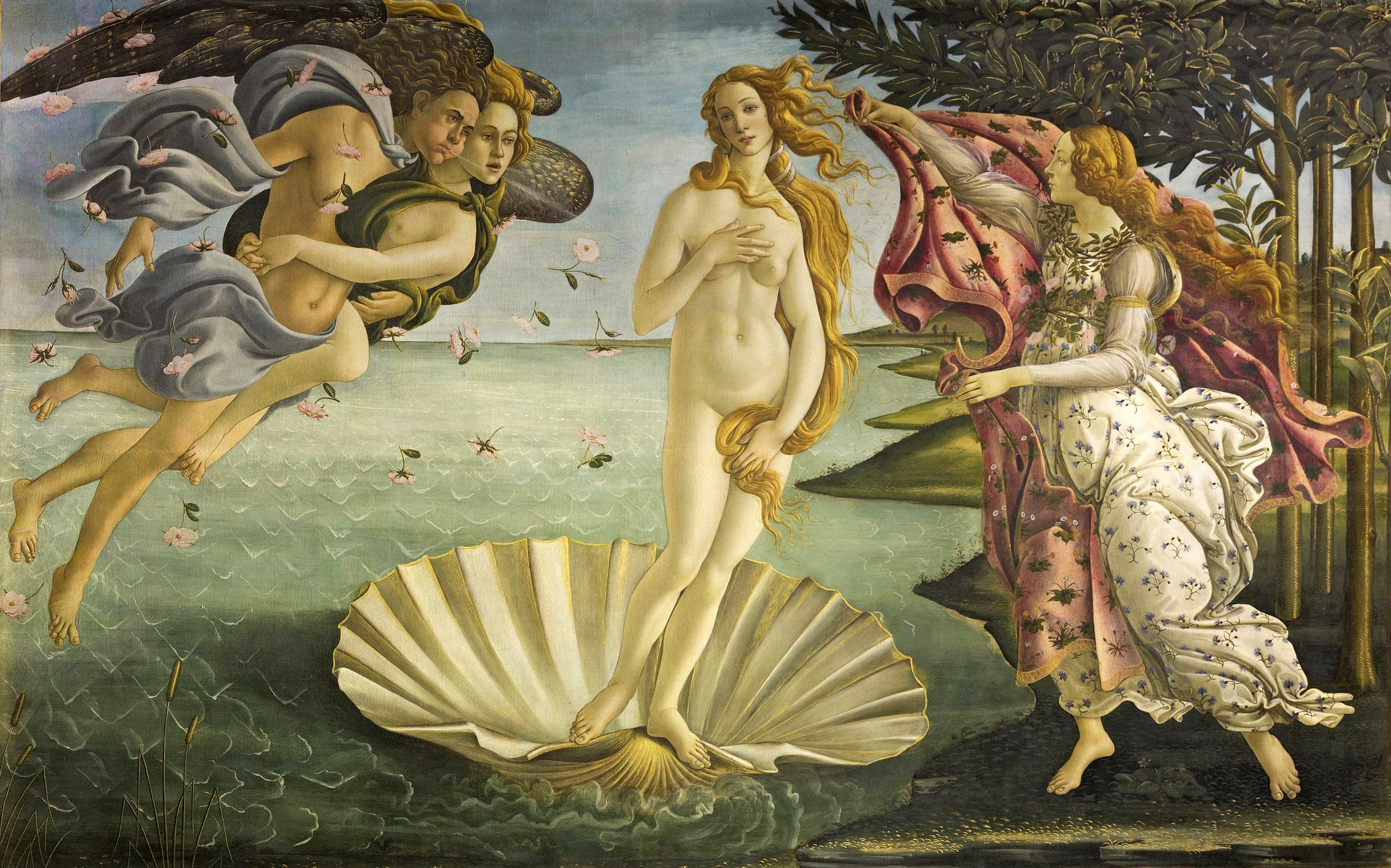
Sandro Botticelli, Narodziny Wenus

Narodziny Afrodyty – wiersz młodopolskiego poety Kazimierza Przerwy-Tetmajera, opublikowany w tomiku Poezje. Seria druga. Utwór został napisany jambicznym trzynastozgłoskowcem ze średniówką męską po sylabie szóstej (sSsSsS||sSsSsSs), ujętym w strofy ośmiowersowe rymowane aabbccdd. Składa się z sześciu zwrotek. Opowiada o tym, jak bogini Afrodyta, w Rzymie znana jako Wenus, wynurzyła się z morskiej piany.
Złocisty to był dzień. Błękitne zadumanie
objęło cały świat. Na modrym oceanie
słoneczny zasnął blask. Na ziemi i na niebie
cisza zdawała się wsłuchiwać sama w siebie.
Omdlewał w okrąg świat od światła i gorąca,
różany płonął kwiat, srebrniała lilia drżąca,
nad cichą, modrą toń nieskończonego morza
płynęła kwiatów woń, jak lutni dźwięk, w przestworza.
Wiersz Tetmajera mógł być zainspirowany obrazem Sandra Botticellego.